# یواس‌اس تراو (دی‌یی-۳۵۰)
یواس‌اس تراو (دی‌یی-۳۵۰) (به انگلیسی: USS Traw (DE-350)) یک کشتی بود که طول آن ۳۰۶ فوت (۹۳ متر) بود. این کشتی در سال ۱۹۴۴ ساخته شد.